# Жена за Монаси
„Жена за Монаси“ е български игрален филм (драма, романтичен) от 1986 година на режисьора Красимир Атанасов, по сценарий на Славе Македонски. Оператор е Жеко Манев.

## Актьорски състав
- Иван Григоров – Димитри
- Илия Палагачев – Монаси
- Благой Пиларски – Гаврилий
- Юлия Дживджорска – Канта